# Studio Junio
Studio Junio (ジュニオ) est un studio de production japonais. Ils font l'animation, la production ou/et la production « assistante. »

## Jeux vidéo
- Sonic CD (animation)

## Filmographie
Source : Anime News Network 

### OAV
- Amada Anime Série : Super Mario Bros. (Animation)